# Vid evighetens port
Vid evighetens port, ibland också Gammal man i sorg, (nederländska: Op de drempel van de eeuwigheid. Treurende oude man) är en oljemålning av den nederländske konstnären Vincent van Gogh. Den utfördes i maj 1890 när han var inskriven på sjukhuset i  Saint-Rémy-de-Provence. Samma månad lämnade han sjukhuset och flyttade till Auvers-sur-Oise där han den 27 juli 1890 tog sitt liv. Målningen är utställd på Kröller-Müller Museum i Otterlo i Nederländerna.
Målningen är baserad på skisser van Gogh utförde 1882 när han tecknade av en gammal krigsveteran, Adrianus Jacobus Zuyderland, på ett fattighus i Haag. Han var då inspirerad av Hubert von Herkomers målning The Last Muster som han hade sett under en vistelse i England 1875.  
Den biografiska filmen Vid evighetens port om van Goghs liv som Julian Schnabels regisserade 2018 är namngiven efter målningen.

## Relaterade målningar

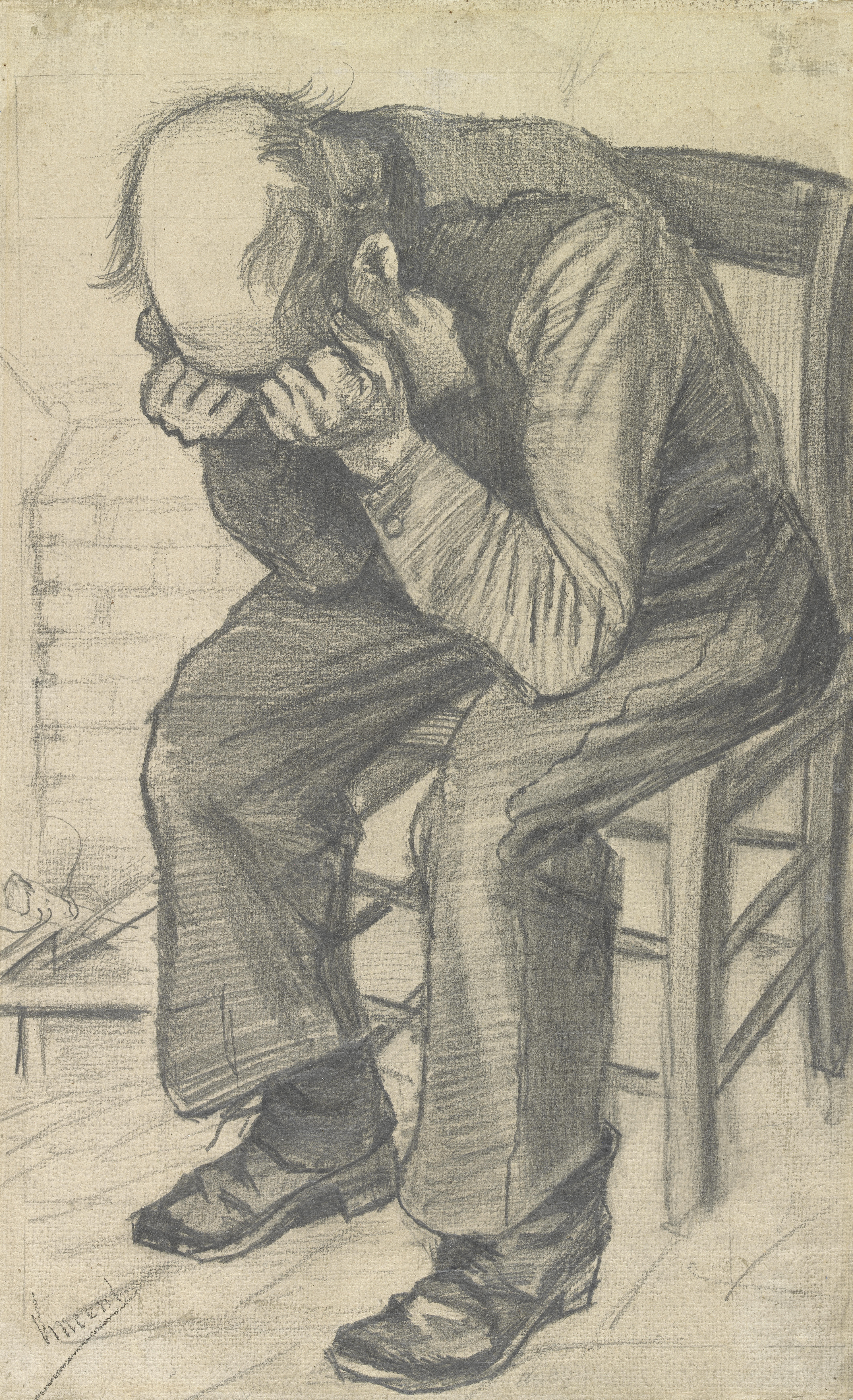
1882. Van Gogh-museet. Blyerts på papper. 50,4 x 31,6 cm.
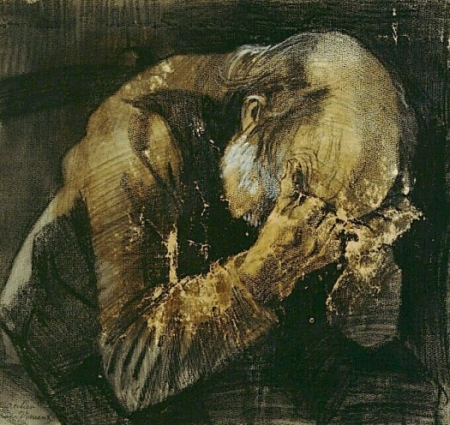
1882. Akvarell. Kröller-Müller Museum.
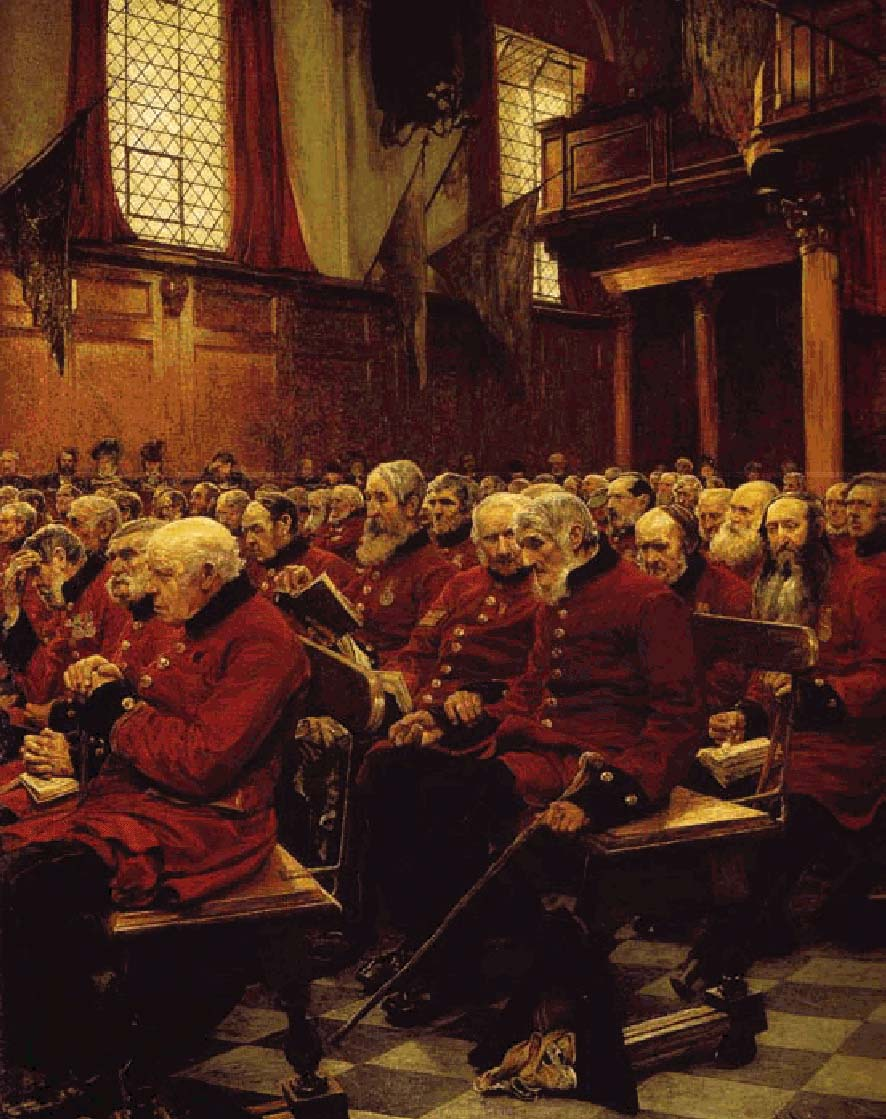
Hubert von Herkomers målning The Last Muster (1875), idag utställd på Lady Lever Art Gallery i Liverpool.